# Brilliance H530
Der Brilliance H530 ist eine ab 2011 gebaute Limousine der chinesischen Automarke Brilliance.

## Geschichte
Das Fahrzeug debütierte als Konzeptfahrzeug 530 auf der Shanghai Auto Show 2011 und kam am 29. August 2011 auf den Markt. Auf der Beijing Auto Show 2014 wurde eine überarbeitete Version des H530 vorgestellt, diese kam Ende April 2014 in den Handel. Ein weiteres Facelift präsentierte Brilliance auf der Chengdu Auto Show 2016. Dieses kam im Oktober 2016 auf den Markt. Auf dem mitteleuropäischen Markt wurde das Fahrzeug im Gegensatz zum russischen bzw. ägyptischen Markt nicht angeboten.

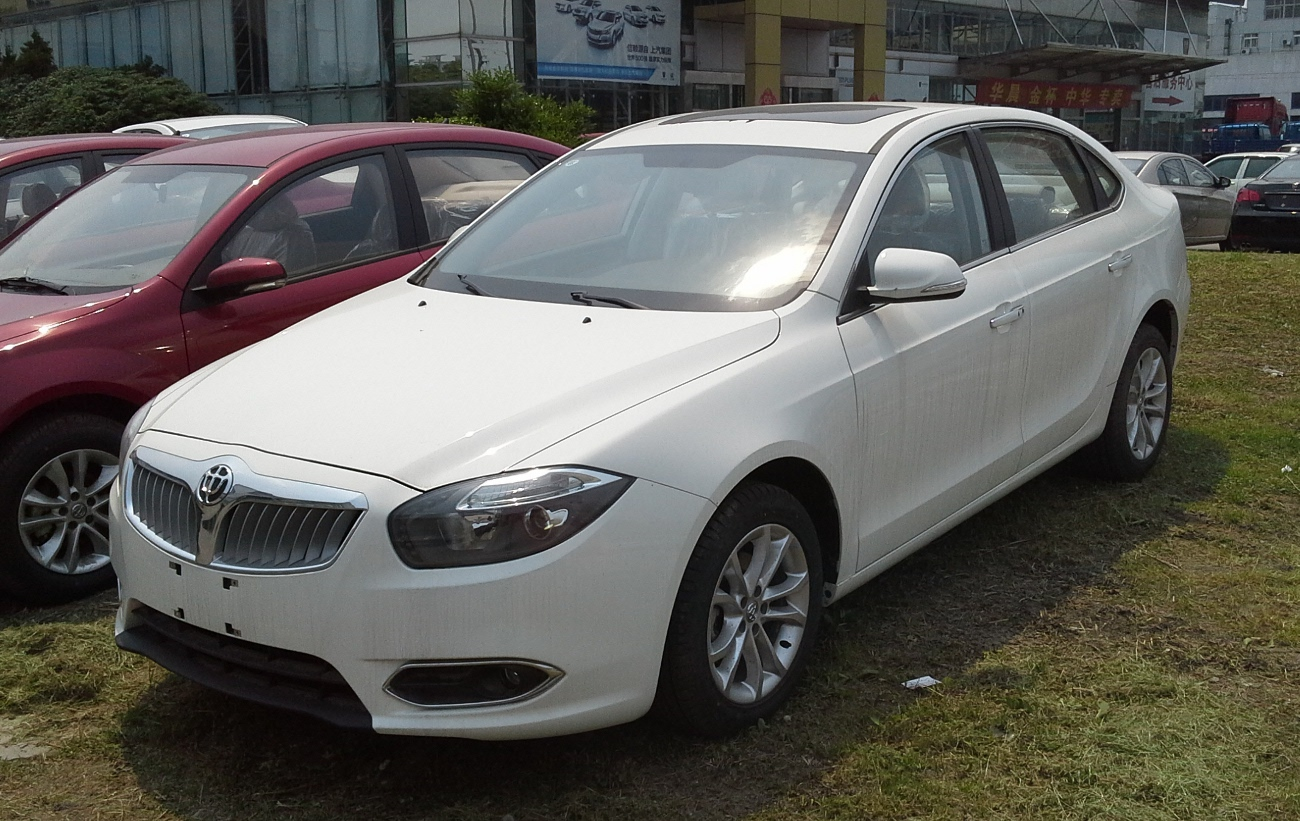
Brilliance H530 (2014–2016)
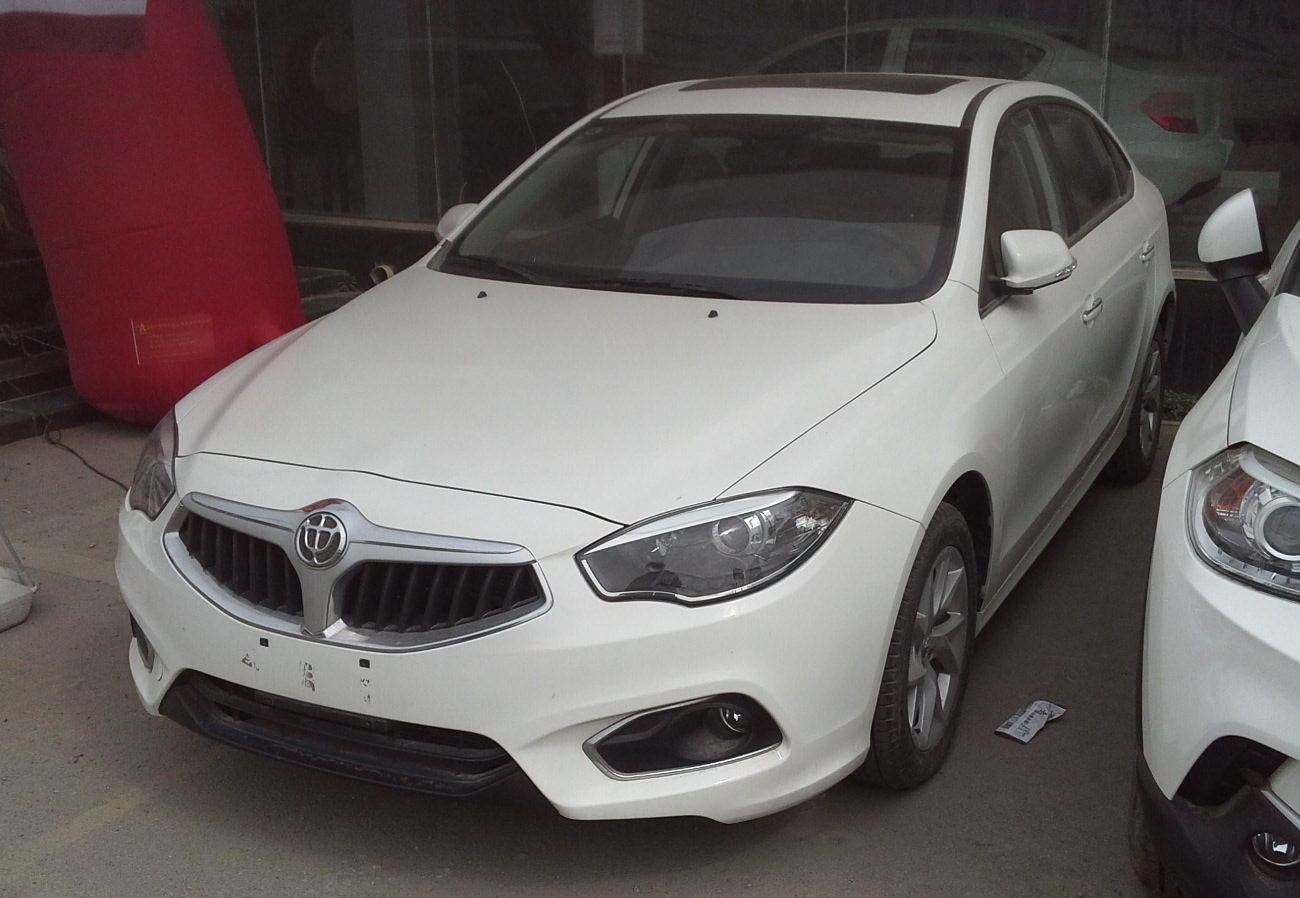
Brilliance H530 (2016–2020)

## Technische Daten
|                                 | 1.6                                     |
| ------------------------------- | --------------------------------------- |
| Bauzeitraum                     | 2011–2020                               |
| Motorkenndaten                  |                                         |
| Motorart                        | Ottomotor                               |
| Motorbauart                     | R4                                      |
| Hubraum                         | 1590 cm³                                |
| max. Leistung bei min−1         | 81 kW (110 PS) / 5800                   |
| max. Drehmoment bei min−1       | 151 Nm / 4000                           |
| Kraftübertragung                |                                         |
| Antrieb                         | Vorderradantrieb                        |
| Getriebe, serienmäßig           | 5-Gang-Schaltgetriebe                   |
| Getriebe, optional              | (5-Gang-Automatikgetriebe)              |
| Messwerte                       |                                         |
| Höchstgeschwindigkeit           | 176 km/h (175 km/h)                     |
| Beschleunigung, 0–100 km/h      | 11,3 s (13,1 s)                         |
| Kraftstoffverbrauch, kombiniert | 7,3 l/100 km Super (7,5 l/100 km Super) |
| Leergewicht                     | 1365 kg (1415 kg)                       |
| Tankinhalt                      | 55 l                                    |